# 佟韦
佟韦（1929年9月—2017年7月12日），原名佟遇鹏，笔名冬韦、冬青、冬人等，男，满族，辽宁昌图人，中国文艺组织工作者、书法家，曾任中国书法家协会副主席，中国电视艺术家协会主席团委员。